# Courtney Marie Andrews
Courtney Marie Andrews (Phoenix, 7 novembre 1990) è una cantautrice statunitense.

## Biografia
Tra il 2009 e il 2011 Courtney Marie Andrews ha avviato la sua carriera musicale come corista e musicista per i Jimmy Eat World. Nel 2016 ha raggiunto maggiore notorietà grazie all'album Honest Life, che ha ricevuto grandi consensi da parte della critica specializzata statunitense. I due successivi dischi May Your Kindness Remain e Old Flowers, pubblicati rispettivamente nel 2018 e nel 2020, sono entrambi entrati nella Official Albums Chart britannica rispettivamente alla 58ª e alla 62ª posizione.

## Discografia

### Album in studio
- 2008 – Urban Myths
- 2009 – Painter's Hands and a Seventh Son
- 2010 – For One I Knew
- 2011 – No One's Slate Is Clean
- 2013 – On My Page
- 2016 – Honest Life
- 2018 – May Your Kindness Remain
- 2020 – Old Flowers
- 2022 - Loose Future

### Singoli
- 2016 – How Quickly Your Heart Mends
- 2017 – Sea Town / Near You